# Kinga Hatala
Kinga Hatala (ur. 17 lipca 1989 w Wadowicach) – polska siatkarka, grająca na pozycji atakującej.
Jest absolwentką studiów licencjackich Uniwersytetu Jagiellońskiego i studentką magisterskich Uniwersytetu Adama Mickiewicza. W rozgrywkach młodzieżowych grała najczęściej jako środkowa. Przed rozpoczęciem przygody z siatkówką trenowała piłkę ręczną.
W sezonie 2013/2014 w I lidze w piłce siatkowej kobiet była w składzie drużyny AZS KSZO Ostrowiec Świętokrzyski, która wywalczyła historyczny awans do ORLEN Ligi, najwyższej klasy rozgrywkowej, wygrywając wszystkie mecze zarówno w sezonie regularnym, jak i w play-off. Pod koniec maja 2021 roku postanowiła zakończyć karierę siatkarską.

## Sukcesy klubowe
Mistrzostwa Polski klubów AZS:
- 2009, 2010

Mistrzostwo Polski:
- 2015, 2019

Mistrzostwo I ligi:
- 2017[3]
- 2021